# Selokbesuki
Selokbesuki is een bestuurslaag in het regentschap Lumajang van de provincie Oost-Java, Indonesië. Selokbesuki telt 4793 inwoners (volkstelling 2010).